# 八重垣新地

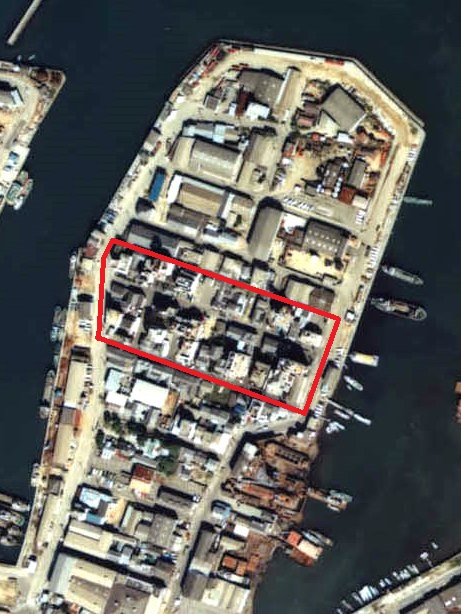
城東町二丁目の航空写真。赤線内が八重垣新地。

八重垣新地（やえがきしんち）は、香川県高松市城東町二丁目に位置する四国最大の性風俗街である。通称は城東。

## 概要
風俗街は高松市中心部の北東部、高松港に面した倉庫街の一角に位置しており、県条例により店舗型性風俗関連特殊営業が許可された指定地区である。明治時代に「八重垣遊郭」が創設されて以降、戦後には赤線地帯となり、売春防止法の施行を機に現在の営業形態となった。
ソープランド10軒と店舗型ヘルスが集中しており、また指定地区外ではあるが近接した場所にラブホテルも1軒立地している。建物はソープランドが各一店舗専用のビルであるのに対し、ヘルスは複数の店舗が同じビルに同居しているものも多い。また、どの建物も屋上に巨大な広告塔を備えており、特に夜間は高松港に数多くのネオンサインが写る独特の景観を作り出している。
風俗街が位置する城東町二丁目は高松港に突き出た小さな半島であるため、この風俗街は周囲の市街地からは地理的に隔離された格好になっている。指定地区の周囲は約430m、面積は約1.4ha。歓楽街はこの範囲の中のみに収まっており、周辺に繁華街は形成されず倉庫や漁港、民家が位置しているのみである。
この地区の法令上の扱いは風俗営業等の規制及び業務の適正化等に関する法律に対応して香川県条例で定める風俗営業等の規制及び業務の適正化等に関する法律施行条例で指定された店舗型性風俗特殊営業の許可区域である。すなわち本来は香川県内全域で禁止されている店舗型性風俗特殊営業の1号営業（ソープランド）、2号営業（ファッションヘルスなど）及び6号営業（出会い喫茶など）が例外的に許可されている場所である。ちなみに他に県内でそれらが許可されている場所として琴平町の一部区域がある。
四国最大の高松都市圏の中心都市であり、また四国各地からの鉄道の集中点で、本州との航路も集中する交通の結節点という立地条件もあって、この地区の集客地域は四国各地だけでなく対岸の岡山県も含まれる。四国他県においてはこの地区と同様の許可地区があるのに対し、対岸の岡山県にはその許可地区が存在せず、県内全域で店舗型性風俗特殊営業の1号営業（ソープランド）、2号営業（ファッションヘルスなど）が禁止されているため結果的にその需要をこの地区が吸収している状態である。ちなみに現在、岡山県内で営業しているソープ及び店舗型ヘルスはいわゆる一代営業と呼ばれるもので、禁止前から営業している既得権営業であるため同県における新規開業は不可能であり、なおかつ現在営業中の店舗も廃業もしくは経営者の死亡などにより一旦営業不能になれば再度営業を再開することはできない。このためそのような地方においては時間の経過とともに性風俗店は減少していく一方となる。ただし、無店舗型のデリバリーヘルスなどはこの規制にあたらないため、そういった業種に限っては岡山県でも香川県と同様に展開している。

## 範囲
現代における性風俗許可区域としての八重垣新地の範囲は、風俗営業等の規制及び業務の適正化等に関する法律の施行に伴い香川県条例で制定された施行条例に根拠づけられている。これに基づく範囲は以下のとおりである。
- 「市道東浜4号線、市道東浜14号線、市道東浜6号線及び県道高松港線により囲まれた区域」 - 香川県・風俗営業等の規制及び業務の適正化等に関する法律施行条例|第11条1項

この範囲を住居表示で表すと城東町二丁目6番・7番・8番・9番（市道を挟んだ南側のみ）・10番の街区が該当する。また、この条例で指定される以前の風俗街の範囲は現在よりもわずかに広く、現在南限となっている東西方向の市道に面する建物（市道南側の一連）は風俗街の一部であった。

## 歴史
この地区における性風俗の歴史は明治時代初期に創設された八重垣遊郭に起源を持つ。遊郭が設置されたこの地は高松港発祥の場所（東浜港）であり、高松駅周辺に近代的な港湾が建設されるまでは物資の集散地たる一大貿易港であった。そのような港に面するこの地は、埋め立てにより海に向かって問屋街が拡張していき、その埋め立ての過程で新たに出来た土地が八重垣新地と呼ばれるようになり、そこに遊郭が形成されていった。明治10年頃までには地先の埋め立て地の扱いであったこの八重垣新地も高松市の町丁である東浜町に編入されている。
明治末期には宇高連絡船が開業し、昭和初期から戦前にかけては高松駅から四国各地への鉄道網が次々と完成したこともあって、高松は四国の玄関口として繁栄を極めていく。それに呼応して遊郭も大勢の長距離移動客で賑わい、最盛期の昭和初期には38軒の店が軒を連ねる不夜城の様相を呈していた。
この資料によると八重垣遊郭は明治元年（1869年頃）にこの地に設置され、1930年時点で34軒の店舗と、180人の遊女を擁していた。遊女は通常、街頭から見える位置ではなく店の奥で待機していた。全員が住み込みで働く形態で、遊女が芸者の役も兼ねていた。また、客に料理を提供するシステムは無かった。料金は時間制であったが、主に京阪地方でみられた「仕切り花」という長時間割引の制度もあった。その料金は1時間ごとに1.5円、宿泊が8円で、そこに10%の税がかかる仕組みであった。
1945年（昭和20年）7月4日の高松空襲で遊郭は焼失。翌1946年（昭和21年）にはGHQによって公娼制度（貸座敷・娼妓）が廃止されたものの、その後は売春宿が立ち並ぶ赤線地帯となった。高松空襲で壊滅的な被害を受けた高松市中心部では大部分で土地区画整理事業（戦災復興土地区画整理事業）が施行され、八重垣新地もその第一工区二次区域として区画整理の対象となった。八重垣新地内での区画整理は東側を南北に貫通する目抜き通りが作られ、多くの袋小路や曲がりくねった狭隘な道路が直線化や拡幅などによって改良された。この区画整理の完工となる換地処分は1964年（昭和39年）1月25日である。また、その後町名も変更され、それまで単に「東浜町」の一部であったこの地域は、1958年（昭和33年）に「東浜町三丁目」となり、1972年（昭和47年）には「城東町二丁目」として東浜町からは独立した町丁となった。
1956年（昭和31年）5月24日に制定された売春防止法によってそれまで認められていた売春行為が初めて禁止となったため、八重垣新地でも多くの店舗がそれまでの営業形態を変えざるをえなくなり、廃業する宿も存在した。その廃業した旧売春宿は取り壊されてその後駐車場などになる場所も存在したが、現在も残されているものも多く、民家や倉庫として利用されている。営業形態を変えて存続したかつての売春宿は「トルコ風呂」（現ソープランド）として再出発することになり、後にファッションヘルスといった新たな営業形態も出現し、総じて風俗街を成す店舗として営業している。また、かつての木造の店舗はことごとく改装され、多くが屋上に巨大なネオンサインを備えたビルとなり、現在の景観が出来上がった。

## 交通アクセス
- 四国フェリー宇高航路 高松港のりばより徒歩13分（1.0km）
- JR高松駅より徒歩21分（1.6km）
- ことでん琴平線片原町駅より徒歩10分（0.8km）
- ことでんバス高松空港リムジンバス／朝日町線 オークラホテル高松バス停より徒歩4分（0.3km）
- 高松自動車道高松中央ICより車で15分（6.2km）